# Kolesa Group
Kolesa Group — казахстанская ИТ-компания. Головной офис компании находится в Алматы.

## Деятельность
Компания Kolesa Group является владельцем торговых марок «Колёса», «Крыша», «Маркет» и управляет интернет-сайтами kolesa.kz, krisha.kz, market.kz, avtoelon.uz. Специализация проектов — сервисы по размещению и публикации частных объявлений о продаже и покупке автомобилей, недвижимости, товаров и услуг в Казахстане.
Капитализация компании на 22 апреля 2014 года — около $30 млн.

## Собственники и руководство
По состоянию на 1 февраля 2020 года владельцами компании являются Михаил Ломтадзе и фонд Baring Vostok.
Директор — Николай Бабешкин, председатель наблюдательного совета — Михаил Ломтадзе.

## История
Компания была основана Вали Хуснутдиновым в 1996 году. Он являлся владельцем и директором ТОО «Колёса» с 1996 по 2012 годы. Основной деятельностью компании в это время являлся выпуск частично иллюстрированного газетного издания «Колёса», где все желающие могли разместить своё объявление с фотографией и описанием технических характеристик автомобиля, а также указать свои контактные данные.
2 августа 1996 года в Казахстане был выпущен первый номер газеты «Колёса» — издание о покупке-продаже автомобилей, а одноименный сайт kolesa.kz запущен 30 апреля 2006 года. Газета «Колёса» распространялась в Алматы, Астане и других городах Казахстана. Номер содержал частные объявления о купле, продаже, обмене автомобилей, мотоциклов, спецтехники, продаже запчастей, услугах автосервиса.
Газета «Крыша» была запущена в сентябре 1997 года и выходила еженедельно. Каждый выпуск содержал частные объявления о купле, продаже, обмене недвижимости, маклерских и других сопутствующих услугах.
В 2013 году компанию приобретают Вячеслав Ким и Михаил Ломтадзе, а в 2014 году еще одним акционером стал фонд Baring Vostok, инвестировав в компанию 15 миллионов долларов.
В 2014 году компания запустила новый онлайн-сервис Market.kz.
В 2015 году компания закрыла печатные проекты, и сосредоточила свои силы на поддержку и развитие онлайн-проектов.
В 2018 году Kolesa Group вышел на рынок Узбекистана, запустив онлайн-сервис Avtoelon.uz.
В 2019 году в рейтинге «Топ-30 мобильных приложений Казахстана» приложения Kolesa.kz заняли 1 место (в шестой раз подряд), Krisha.kz — 3 место, Market.kz — 5 место.